# BKS Hutnik Varsovie
Maillots
Le Bielański Klub Sportowy Hutnik Varsovie, plus couramment abrégé en BKS Hutnik Varsovie ou plus simplement Hutnik Varsovie, est un club polonais de football fondé en 1957 et basé à Bielany, quartier de Varsovie, la capitale du pays.
Le club joue ses matchs à domicile au Stadion Hutnika Warszawa, doté de 6 000 places.

## Histoire
Le club, étroitement lié aux travailleurs de l'acier, est fondé le 21 avril 1957 sous le nom de Hutniczy Klub Sportowy.
En 1985, le club emménage dans son nouveau stade, le Stadion Hutnika Warszawa (il jouait auparavant au Stadion Marymontu Warszawa).
En 1990-91, le club atteint les quarts-de-finale de la Coupe de Pologne. En 1992-93, il termine à la 6e place de la II Liga.
Lors de la saison 2002-03, le club subit la plus lourde défaite de son histoire (8-0 contre le Warmia Grajewo). Lors de la saison 2012-13, le club enregistre la plus grosse victoire de son histoire (22-0 contre le WKS II Rząśnik).

## Personnalités du club

### Présidents du club
- Maciej Purchała

### Entraîneurs du club
| - Bolesław Popiołek (1961) - Czesław Wisniewski (1964) - Andrzej Strejlau (1964 - 1965) - Edward Brzozowski (1965 - 1966) - Hubert Musiał - Krzysztof Skrzypczak - Bolesław Popiołek (1967) - Stanisław Woźniak (1968) - Longin Janeczek (1971) - Bernard Blaut (1972) - Edward Brzozowski (1972 - 1973) - Krzysztof Branicki (1975) - Jerzy Engel (1976 - 1977) - Janusz Wójcik (1978) - Krzysztof Branicki (1978) - Jerzy Masztaler (1979 - 1982) | - Włodzimierz Małowiejski (1980) - Marek Janota (1980 - 1981) - Zbigniew Wasik - Jerzy Engel (1982 - 1985) - Andrzej Zamilski (1986 - 1987) - Krzysztof Branicki (1991) - Mieczysław Broniszewski (1991) - Andrzej Wiśniewski (1991) - Mieczysław Bicz (1991) - Roman Jurczak (1992) - Piotr Wiśnik (1997 - 1998) - Zbigniew Lepczyk (1994 - 1995) - Paweł Dawidczyński (1996 - 1997) - Piotr Michalec - Krzysztof Branicki (2003) - Mariusz Sobczyk | - Zygfryd Rogulski - Krzysztof Branicki (2007) - Bogusław Oblewski (2008 - 2009) - Dariusz Klamra (2002) - Antoni Giedrys (2002 - 2003) - Kazimierz Buda (2003 - 2004) - Andrzej Sikorski - Andrzej Blacha (2005 - 2006) - Hubert Dolewski (2006 - 2007) - Piotr Mosór (2007 - 2008) - Sławomir Włodarski (2008) - Bogusław Oblewski (2008 - 2009) - Jan Karaś (2009 - 2010) - Łukasz Zezula (2010 - 2012) - Grzegorz Faberski - Łukasz Choderski |

### Anciens joueurs du club
- Jerzy Engel
- Jan Karaś
- Marcin Mięciel
- Andrejs Prohorenkovs
- Grzegorz Szamotulski
- Janusz Wójcik
- Marcin Żewłakow
- Michał Żewłakow